# Groupe de M88
Le groupe de M88 comprend au moins 44 galaxies situées dans les constellations de la Vierge et de la Chevelure de Bérénice.

## Distance des galaxies du groupe de M88
Pour plusieurs galaxies de ce groupe, la distance obtenue par des méthodes indépendantes du décalage est très différente et en général supérieur à la distance de Hubble. Pour plusieurs galaxies, il n'existe soit aucune mesure indépendante ou encore une seule et conséquemment leur distance est très incertaine.
Et même lorsqu'il y a suffisamment de mesures indépendantes, l'appartenance de certaines galaxies à l'amas de la Vierge et donc à ce groupe est incertaine, car selon ces mesures elles sont situées à des distances supérieures à 130 Mal. En effet, les galaxies les plus lointaines de l'amas de la Vierge sont celles du groupe de NGC 4235, qui sont à une distance moyenne de 110 millions d'années-lumière. Ce sont les galaxies IC 3021, IC 3049, IC 3061, IC 3063, IC 3305 et IC 3475.
D'autre part, si on analyse l'ensemble des distances obtenues par des méthodes autre que celle basée sur le décalage vers le rouge, on constate que le groupe de M88 décrit par Garcia contient deux ensembles de galaxies. Pour le premier ensemble, les distances basées sur le décalage sont sensiblement du même ordre de grandeur que les distances indépendantes du décalage. En ne retenant que les galaxies qui ont plus de trois mesures non basées sur le décalage (NGC 4152, NGC 4168, NGC 4189, NGC 4193, IC 769, IC 3099 et UGC 7223), on obtient une distance moyenne de 33,9 ± 3,7 Mpc (∼111 millions d'al).
Pour le deuxième ensemble, les distances indépendantes sont nettement inférieures aux distances calculées à l'aide du décalage. Si on ne retient que les galaxies pour lesquelles il existe trois mesures ou plus indépendantes du décalage, on obtient une distance moyenne de 18,7 ± 2,4 Mpc (∼61 millions d'al). Ces galaxies se dirigent donc vers le centre de l'amas de la Vierge en direction opposée de la Voie lactée, augmentant ainsi leur vitesse radiale à une valeur supérieure à celle produite uniquement par l'expansion de l'Univers.

## Membres
Le tableau ci-dessous liste les 44 galaxies du groupe indiquées dans l'article de A.M. Garcia paru en 1993.
D'autre part, plusieurs des galaxies du groupe de M88 apparaissent aussi dans une liste de 227 galaxies d'un article publié par Abraham Mahtessian en 1998. Cette liste comporte plus de 200 galaxies du New General Catalogue et une quinzaine de galaxies de l'Index Catalogue. On retrouve dans cette liste 11 galaxies du Catalogue de Messier, soit M49, M58, M60, M61, M84, M85, M87, M88, M91, M99 et M100.
Toutes les galaxies de la liste de Mahtessian ne constituent pas réellement un groupe de galaxies. Ce sont plutôt plusieurs groupes de galaxies qui font tous partie d'un amas galactique, l'amas de la Vierge. Pour éviter la confusion avec l'amas de la Vierge, on peut donner le nom de groupe de M60 à cet ensemble de galaxies, car c'est l'une des plus brillantes de la liste. L'amas de la Vierge est en effet beaucoup plus vaste et compterait environ 1 300 galaxies, et possiblement plus de 2 000, situées au cœur du superamas de la Vierge, dont fait partie le Groupe local,.
De nombreuses galaxies de la liste de Mahtessian se retrouvent dans onze groupes décrits dans l'article d'A.M. Garcia, soit le groupe de NGC 4123 (7 galaxies), le groupe de NGC 4261 (13 galaxies), le groupe de NGC 4235 (29 galaxies), le groupe de M88 (13 galaxies, M88 = NGC 4501), le groupe de NGC 4461 (9 galaxies), le groupe de M61 (32 galaxies, M61 = NGC 4303), le groupe de NGC 4442 (13 galaxies), le groupe de M87 (96 galaxies, M87 = NGC 4486), le groupe de M49 (127 galaxies, M49 = NGC 4472), le groupe de NGC 4535 (14 galaxies) et le groupe de NGC 4753 (15 galaxies). Ces onze groupes font partie de l'amas de la Vierge et ils renferment 396 galaxies. Certaines galaxies de la liste de Mahtessian ne figurent cependant dans aucun des groupes de Garcia et vice versa.
| Nom                   | Constellation | Class.        | Type                           | α (J2000.0)     | δ (J2000.0)    | Vitesse radiale (km/s) | m                    | Distance (Mpc) | Diamètre (kal) | D (Mpc)     |
| --------------------- | ------------- | ------------- | ------------------------------ | --------------- | -------------- | ---------------------- | -------------------- | -------------- | -------------- | ----------- |
| NGC 4152              | CB            | SAB(rs)c      | Spirale intermédiaire          | 12h 10m 37.5s   | 16° 01′ 59″    | 2169 ± 1               | 12,2                 | 36,9 ± 2,6     | 71             | 29,7 ± 6,8  |
| NGC 4168              | Vi            | E2            | Elliptique                     | 12h 12m 17.3s   | 13° 12′ 19″    | 2273 ± 2               | 11,2                 | 38,5 ± 2,7     | 82             | 30,7 ± 11,7 |
| NGC 4189              | CB            | SAB(rs)cd?    | Spirale intermédiaire          | 12h 13m 47.3s   | 13° 25′ 29″    | 2098 ± 3               | 11,7                 | 35,9 ± 2,5     | 78             | 30,2 ± 6,3  |
| NGC 4193              | Vi            | SAB(s)c?      | Spirale intermédiaire          | 12h 13m 53.6s   | 13° 10′ 22″    | 2463 ± 2               | 12,3                 | 41,3 ± 2,9     | 101            | 37,3 ± 4,5  |
| NGC 4200              | Vi            | S0            | Lenticulaire                   | 12h 14m 44.2s   | 12° 10′ 51″    | 2342 ± 2               | 13,0                 | 39,5 ± 2,8     | 39             | 27,8 ± ?A   |
| M99 (NGC 4254)        | CB            | SA(s)c        | Spirale                        | 12h 18m 49.6s   | 14° 24′ 59″    | 2406 ± 1               | 9,9                  | 40,4 ± 2,9     | 87             | 15,2 ± 2,0  |
| NGC 4351              | Vi            | SB(rs)ab pec? | Spirale barrée                 | 12h 24m 01.5s   | 12° 12′ 17″    | 2325 ± 1               | 11,0                 | 39,2 ± 2,8     | 44             | 22,6 ± 8,1  |
| NGC 4352              | Vi            | SA0?          | Spirale barrée                 | 12h 24m 05.0s   | 11° 13′ 05″    | 2083 ± 2               | 12,6                 | 35,7 ± 2,5     | 35             | 19,0 ± 5,6  |
| NGC 4388              | Vi            | SA(s)b?       | Spirale                        | 12h 25m 46.7s   | 12° 39′ 44″    | 2524 ± 1               | 11,0                 | 42,1 ± 3,0     | 110            | 19,5 ± 5,0  |
| NGC 4473              | CB            | E5            | Elliptique                     | 12h 29m 48.9s   | 13° 25′ 46″    | 2244 ± 2               | 10,2                 | 37,9 ± 2,7     | 70             | 16,6 ± 4,0  |
| M88 (NGC 4501)        | CB            | SA(rs)b       | Spirale                        | 12h 31m 59.1s   | 14° 25′ 13″    | 2284 ± 1               | 9,6                  | 38,5 ± 2,7     | 121            | 18,0 ± 4,6  |
| NGC 4522              | Vi            | SB(s)cd?      | Spirale barrée                 | 12h 33m 39.7s   | 09° 10′ 30″    | 2329 ± 1               | 11,3                 | 39,3 ± 2,8     | 69             | 17,4 ± 4,7  |
| NGC 4567              | Vi            | SA(rs)bc      | Spirale                        | 12h 36m 32.7s   | 11° 15′ 29″    | 2247 ± 1               | 11,3                 | 38,0 ± 2,7     | 93             | 23,7 ± 5,8  |
| NGC 4568              | Vi            | SA(rs)bc      | Spirale                        | 12h 36m 34.2s   | 11° 14′ 20″    | 2232 ± 4               | 10,8                 | 37,8 ± 2,7     | 102            | 21,0 ± 6,0  |
| NGC 4578              | Vi            | SA00(r)?      | Lenticulaire                   | 12h 37m 30.5s   | 09° 33′ 18″    | 2292 ± 3               | 11,1                 | 38,7 ± 2,7     | 54             | 17,0 ± 3,7  |
| NGC 4607              | Vi            | SBb?          | Spirale barrée                 | 12h 41m 12.4s   | 11° 53′ 12″    | 2259± 2                | 12,8                 | 38,1 ± 2,7     | 50             | 17,7 ± 6,5  |
| NGC 4641              | Vi            | S0            | Lenticulaire                   | 12h 43m 07.660s | 12° 03′ 04.30″ | 2011 ± 2               | 13,2                 | 34,4 ± 2,4     | 13             | 8,48 ± ?A   |
| IC 769                | Vi            | SBbc, SBc     | Spirale barrée                 | 12h 12m 32.3s   | 12° 07′ 26″    | 2206 ± 1               | 12,6                 | 37,5 ± 2,7     | 103            | 38,9 ± 12,1 |
| IC 797                | CB            | SBcd?         | Spirale barrée                 | 12h 31m 54.7s   | 15° 07′ 26″    | 2097 ± 6               | 13,3                 | 35,7 ± 2,5     | 23             | 16,3 ± 4,3  |
| IC 800                | CB            | SB(rs)c pec?  | Spirale barrée                 | 12h 31m 54.7s   | 15° 07′ 26″    | 2340 ± 1               | 13,4                 | 39,2 ± 2,8     | 44             | 13,7 ± 0,9  |
| IC 3021               | Vi            | Sm            | Spirale magellanique           | 12h 09m 54.6s   | 13° 03′ 00″    | 2531 ± 1               | 14,3                 | 42,3 ± 3,0     | 98             | 57,3 ± ?A   |
| IC 3049               | CB            | ImIII-IV      | Irrégulière magellanique       | 12h 13m 33.7s   | 14° 28′ 49″    | 2441 ± 5               | 14,7                 | 40,9 ± 2,9     | 45             | x           |
| IC 3061               | CB            | SBc?          | Spirale barrée                 | 12h 15m 04.4s   | 14° 01′ 44″    | 2316 ± 2               | 13,6                 | 39,1 ± 2,8     | 108            | 42,8 ± 3,3  |
| IC 3063               | Vi            | Sa            | Spirale                        | 12h 15m 06.7s   | 12° 01′ 00″    | 2408 ± 4               | 13,9                 | 40,5 ± 2,9     | 49             | x           |
| IC 3066B              | CB            | S?            | Spirale                        | 12h 15m 16.6s   | 13° 28′ 23″    | 384 ± 6                | 14,7                 | 10,6 ± 0,8     | 36             | 37,9 ± ?A   |
| IC 3099               | Vi            | Sbc           | Spirale                        | 12h 17m 09.3s   | 12° 27′ 15″    | 2109 ± 2               | 14,2                 | 36,1 ± 2,6     | 74             | 35,1 ± 2,2  |
| IC 3305               | Vi            | dS0?          | Lenticulaire                   | 12h 25m 14.5s   | 11° 50′ 59″    | 2441 ± 30              | 14,3                 | 40,9 ± 2,9     | 79             | x           |
| IC 3358               | Vi            | dE-N          | Elliptique                     | 12h 26m 54.3s   | 11° 39′ 50″    | 2106 ± 7               | 13,3                 | 36,0 ± 2,5     | 20             | x           |
| IC 3365               | CB            | Im            | Irrégulière magellanique       | 12h 27m 11.2s   | 15° 53′ 48″    | 2364 ± 2               | 13,6                 | 39,6 ± 2,8     | 43             | 18,0 ± 1,1  |
| IC 3443B              | Vi            | dE0           | Elliptique naine               | 12h 31m 54.3s   | 12° 19′ 54″    | 1019 ± 3               | 14,9                 | 19,9 ± 1,4     | 10             | x           |
| IC 3453               | Vi            | IBm           | Irrégulière magellanique       | 12h 31m 37.7s   | 14° 51′ 35″    | 2562 ± 2               | 14,8                 | 45,6 ± 3,0     | 25             | 16,8 ± ?A   |
| IC 3470               | Vi            | dE0,N         | Elliptique naine               | 12h 32m 23.4s   | 11° 15′ 47″    | 1489 ± 1               | 13,3                 | 26,8 ± 1,9     | 52             | 17,5 ± 2,2  |
| IC 3475               | Vi            | E             | Elliptique                     | 12h 32m 41.0s   | 12° 46′ 16″    | 2583 ± 11              | 13,1                 | 42,9 ± 3,0     | 108            | x           |
| IC 3562               | Vi            | Irr           | Irrégulière                    | 12h 36m 10.5s   | 09° 55′ 21″    | 2055 ± 1               | 14,7                 | 35,2 ± 2,5     | 17             | 18,9 ±?A    |
| IC 3727               | Vi            | Scd           | Spirale (?)                    | 12h 45m 05.6s   | 10° 54′ 03″    | 1066 ± 6               | 13,9                 | 20,5 ± 1,5     | 21             | x           |
| UGC 7223 (=NGC 4192A) | CB            | Sadm          | Spirale magellanique           | 12h 13m 26.3s   | 14° 46′ 19″    | 2075 ± 4               | 15,0                 | 35,5 ± 2,5     | 57             | 35,4 ± 1,4  |
| CGCG 69-59            | CB            | S0_1_(9)      | Lenticulaire                   | 12h 08m 20.3s   | 13° 41′ 02″    | 2255 ± 2               | 13,8                 | 38,2 ± 2,7     | 26             | 32,0 ± ?A   |
| MCG 3-31-64           | CB            | C             | Compacte naine                 | 12h 11m 38.1s   | 16° 28′ 43″    | 2334 ± 1               | 13,98 ± 0,031        | 39,3 ± 2,8     | 16             | 38,0 ± ?A   |
| VCC 26                | CB            | Im?           | Irrégulière magellanique naine | 12h 10m 40.9s   | 14° 38′ 48″    | 2469 ± 10              | 16,89 ± 0,040        | 41,3 ± 2,9     | 16             | x           |
| VCC 41                | Vi            | IB?           | Irrégulière naine              | 12h 12m 04.4s   | 12° 44′ 08″    | 2202 ± 10              | 16,09 ± 0,021        | 37,5 ± 2,7     | 7,9            | x           |
| VCC 124               | Vi            | S?            | Spirale                        | 12h 14m 47.3s   | 13° 05′ 06″    | 2084 ± 10              | 15,76 ± 0,034        | 35,7 ± 2,5     | 29             |             |
| VCC 130               | Vi            | BCD?          | naine bleue compacte           | 12h 15m 04.0s   | 09° 45′ 13″    | 2190 ± 2               | 16,405 ± 0,014 asinh | 37,3 ± 2,6     | 17             | 17,0 ±?A    |
| VCC 132               | Vi            | SB?           | Spirale barrée                 | 12h 15m 04.0s   | 13° 01′ 55″    | 2085 ± 10              | 17,93 ± 0,04         | 35,7 ± 2,5     | 16             | 13,6 ± ?A   |
| VCC 328               | Vi            | I?            | Irrégulière                    | 12h 19m 11.3s   | 12° 53′ 01″    | 2187 ± 4               | 15,75 ± 0,021        | 37,2 ± 2,6     | 13             | x           |

- A Trois mesures ou moins.
- B L'appartenance de NGC 3066, d'IC 3443 et à ce d'IC 3727 groupe est fort douteuse.

Le site DeepskyLog permet de trouver aisément les constellations des galaxies mentionnées dans ce tableau ou si elles ne s'y trouvent pas, l'outil du site constellation permet de le faire à l'aide des coordonnées de la galaxie. Sauf indication contraire, les données proviennent du site NASA/IPAC.